# My Son John
My Son John ist ein streng antikommunistisches, US-amerikanisches Filmdrama aus dem Jahre 1951 von Leo McCarey mit Van Heflin, Helen Hayes und Robert Walker in seiner letzten Filmrolle.

## Handlung
Dan und Lucille Jefferson sind ein typisches US-amerikanisches Mittelklasse-Ehepaar, das mit seinen drei Söhnen John, Chuck und Ben in einer kleinen Stadt im Nordosten des Landes, unweit von Washington D.C, lebt. Die beiden Jüngeren, Chuck und Ben, sind gerade im Aufbruch nach Korea begriffen, um dort ihrem Kriegsdienst nachzukommen. Der älteste der drei Brüder, John, arbeitet für die Bundesregierung in der Hauptstadt. Nach fast einem Jahr der Abwesenheit kommt John seine Familie daheim besuchen. Vater Dan, ein Lehrer, ist ein schlichter, klassischer US-Patriot mit sehr konservativen Grundansichten, die Mutter Lucille eine bibelschwingende, bigotte Christin mit permanenten Angstzuständen, die im Film als lediglich streng gläubig und als eine an die nicht weiter definierten „amerikanischen Werte“ glaubende Patriotin dargestellt wird. Beider Sohn John hat in Washington einen Wandel durchgemacht, er will Veränderungen im Land. Die Welt daheim erscheint ihm jetzt noch enger und spießbürgerlicher als zuvor, und als ihn seine stark religiöse Mutter mit der Familie zum sonntäglichen Gottesdienst mitschleppt, kommt es danach prompt zu einer spöttischen Bemerkung Johns gegenüber dem katholischen Pfarrer. Dan gesteht seiner Frau, dass ihn das Gefühl beschleiche, John habe sich stark von ihnen beiden entfremdet und sei ihnen intellektuell überlegen geworden. Johns herablassende Art ihnen gegenüber scheint diesen Verdacht zu bestätigen.
Auf dem Heimweg besucht John seinen ehemaligen Professor, um sich mit ihm über eine demnächst zu haltende Rede auszutauschen. Als er spät abends heimkehrt, bittet Johns Vater Dan seine eigene Rede gegenzulesen, die er für die Bewerbung um den Posten eines Commanders der ortsansässigen, hyperpatriotischen American Legion geschrieben hat. John spottet nur über die virulent antikommunistische Rede und schreibt sie komplett um. Als Dan diese neue Fassung seiner Rede liest, ist er entsetzt, denn er erkennt sich dort nicht mehr wieder und muss feststellen, dass diese Rede nunmehr zahlreiche Passagen besitzt, deren Inhalt er ganz und gar nicht teilt. Dan sagt seinem Sohn, dass der wie ein Kommunist klingen würde, und wenn er es wäre, würde er ihn verprügeln. Dan geht anschließend zum Treffen der American Legion, um seine ursprüngliche Rede zu halten, während John einen Anruf von einer Frau erhält. Nachdem Lucille John von einem kurz zurückliegenden, kleinen Verkehrsunfall seines Vaters mit einem gewissen Mr. Stedman erzählt, trifft John Vorkehrungen, die Stadt vorzeitig zu verlassen. Bevor er geht, erklärt er jedoch seiner Mutter seine Überzeugung, dass die Amerikaner lernen müssten, Minderheiten zu helfen und eine besser geordnete Welt zu schaffen, aber dass sein Vater diese liberale Philosophie als kommunistisch betrachte. John schwört dann auf die Bibel seiner bigotten Mutter, dass er nie Mitglied der Kommunistischen Partei gewesen ist. Als Dan später von seiner Versammlung zurückkehrt, freut er sich, dass John seine Mutter hinsichtlich ihrer Ängste um den womöglich „abtrünnigen“ Sohn beruhigen konnte. Dan weist jedoch darauf hin, dass, wenn John ein Kommunist wäre, dessen Vereidigung auf einen Stapel Bibeln bedeutungslos wäre. Dennoch kommt es erneut zu einer heftigen Auseinandersetzung zwischen John und seinem Vater bezüglich Glauben und beider Ideale. Dan wird gegenüber seinem Sohn handgreiflich und schlägt ihn mit der Bibel auf die Stirn, sodass John rücklings über den Tisch fliegt und dabei sein Hosenbein aufreißt.
Dan kehrt zu seinen Legionären zurück, während John seine Hose wechselt und das Haus verlässt. Später kehrt Dan zurück, noch immer wütend darüber, dass sich John über seine Überzeugungen lustig gemacht hat. Seiner Frau Lucille zeigt er eine Schlagzeile in einer Zeitung, die von der Verurteilung einer Spionin in Washington berichtet. Lucille ist inzwischen tief besorgt über Johns Verhalten, der darüber erzürnt ist, dass seine gläubige Mutter seine kaputte Hose als Kleiderspende für die Kirche missbraucht hat. Er verlangt, dass sie die Hose zurückholt. Mrs. Jefferson ist völlig perplex, dass jener Unfallgegner Mr. Stedman bei ihr daheim erscheint und sich als FBI-Agent zu erkennen gibt. Stedman bittet, mit ihr über John zu sprechen, doch Lucille weigert sich, dessen Fragen zu beantworten. Nachdem Lucille die Hose zurückgeholt hat, entdeckt sie einen Schlüssel in der Tasche. Dann fliegt sie nach Washington, geht zu Johns Büro und gibt ihm die Hose, behält aber den Schlüssel. Als sie John von Stedmans Besuch erzählt, versucht ihr Sohn sie davon zu überzeugen, dass Stedman wahrscheinlich einen routinemäßigen Loyalitäts-Check durchgeführt habe. Lucille spürt, dass John ihr nicht die ganze Wahrheit erzählt. Als sie später nahe dem Jefferson Memorial auf John wartet, wird Lucille von Stedman angesprochen, der sie verfolgt hat. Der FBI-Mann appelliert an Lucilles Patriotismus und bittet sie, ihn in ein Gefängnis zu begleiten, um festzustellen, ob die Stimme der weiblichen Spionin dieselbe ist wie die derjenigen Frau, die John unlängst daheim angerufen hat. Von Zweifeln geplagt, stimmt Lucille zu und geht später zu der Wohnung dieser Frau und öffnet sie mit Johns Schlüssel. Lucille, die von Stedman beschattet wird, fliegt heim und kehrt in ihr Haus zurück. Dort findet Dan sie zusammengebrochen auf ihrem Bett.
Dan geht fort, um einen Arzt zu holen. In der Zwischenzeit trifft John bei Lucille ein. Sie berichtet, dass sie in die Wohnung der verurteilten Spionin ging und aufgrund seines Zugangsschlüssels weiß, dass es zwischen ihm und ihr eine Verbindung geben müsse. John gesteht, dass er und diese Frau eine Affäre hatten. Lucille kann dies nicht billigen, ist aber doch heilfroh, dass ihr Sohn John offensichtlich nicht in einen Hochverrat verwickelt ist. Dennoch bleiben in Lucille Zweifel zurück, und sie rät ihm, sich dem FBI anzuvertrauen und die ganze Wahrheit zu sagen. John verlangt von seiner Mutter den Schlüssel zurück, doch Lucille weigert sich. John beginnt sie nun unterschwellig zu bedrohen und insinuiert, dass sie sehr krank sei und niemand ihre Geschichte glauben werde. Als der FBI-Mann Stedman im Haus eintrifft, macht John ihm klar, dass sich seine Mutter im Delirium befinde. Dieser erkennt zwar den derangierten Geisteszustand der Frau, beschuldigt aber den Sohn, dafür der Auslöser zu sein. Als Dan und der Arzt eintreffen, verschwindet John rasch aus dem Zimmer. Stedman weist sich gegenüber Dan Jefferson als Staatsbeamter aus. Stedman telefoniert mit seinem Büro, um zu berichten, dass seine Zeugin erkrankt sei und ihre Aussage möglicherweise keine Gültigkeit haben werde. Von nebenan bekommt John derweil mit, wie der Arzt seinem Vater sagt, dass Stedman John gehen lassen müsse, da ohne Zeugenaussage der Mutter dem Sohn kein Landesverrat nachgewiesen werden könne. Dan ist verstört und wütend über den mutmaßlich Verrat seines Sohnes und betet an Lucilles Krankenbett für dessen Seelenheil. John hat sich derweil abgesetzt und telefoniert vom Flughafen von Washington D.C. mit seinem Kontrahenten Stedman. Er teilt diesem mit, dass er nicht das Land fluchtartig verlassen werde und sich stattdessen mit ihm treffen wolle. In seinem Büro findet John ein Telegramm: Dort steht, dass ihm seine alte Universität die Ehrendoktorwürde verleihen wolle.
John ist von dem ideologischen Konflikt mit seinen Eltern und der Erkrankung seiner Mutter tief berührt und beginnt seine anstehende Rede, die er an seiner alten Alma Mater halten soll, im großen Stil umzuschreiben. Die Neufassung nimmt er mit einem Tonbandgerät auf und will das Band per Telefon abspielen. Am anderen Ende der Leitung sitzt FBI-Agent Stedman, der John rät, nichts abzuspielen und stattdessen in sein Büro zu kommen, da vermutlich Johns Telefon abgehört werde. John nimmt ein Taxi, wird aber von einem anderen Auto gefolgt. Es fallen Schüsse, und das Taxi stürzt am Fuße des Lincoln Memorial seitlich um. Der Taxifahrer ist unverletzt, aber John wurde schwer verwundet. Als Stedman an der Unglücksstelle ankommt, berichtet der sterbende John von der Bandaufnahme. Stedman verspricht John, dass die Studenten die Rede hören werden, sollte sie nichts Landesverräterisches beinhalten. Bei der Abschlussfeier wird Johns Aufnahme wortwörtlich abgespielt. Darin erklärt John, dass er nach Lissabon fliehen wollte, aber erkannte, dass sein Gewissen ihm nicht erlauben würde, dort frei zu sein. Irgendwann habe er den Glauben an Gott durch den Glauben an den Menschen ersetzt. Johns Worte warnen die Studenten, dass sie schon jetzt im Fadenkreuz sowjetischer Spione stehen würden, die sie für ihre Ideologie zu überzeugen suchen werden. Sie sollten an ihrer Ehre festhalten und nicht wie er ein kommunistischer Spion werden. Johns Rede endet mit der Feststellung, dass er nach seiner Verhaftung ein neues Leben beginnen will und um Gottes Hilfe bittet. Als Johns anwesende Eltern die Rede ihres toten Sohnes zu Ende gehört haben, gehen sie in die nächste Kapelle, um für ihren „gefallenen Engel“, der vom Saulus zum Paulus wurde, zu beten.

## Produktionsnotizen
Die Idee zu diesem den McCarthyismus bedingungslos unterstützenden Paramount-Streifen, eine Art vorauseilender Kotau vor der Motion Picture Alliance for the Preservation of American Ideals und ihrer Verfolgung von (angeblichen) Kommunisten im Hollywood jener Jahre, entstand bereits 1950. Die Dreharbeiten zu My Son John begannen am 12. März 1951 und endeten Mitte Juni desselben Jahres. Nachaufnahmen gab es Ende August und Mitte Oktober 1951. Der Film wurde am 8. April 1952 in New York uraufgeführt. Zu diesem Zeitpunkt war Hauptdarsteller Robert Walker bereits seit über sieben Monaten tot. Im deutschsprachigen Europa wurde der Film nicht gezeigt, zu platt erschien selbst im konservativen Deutschland Konrad Adenauers die in My Son John postulierte Botschaft.
Die Filmbauten schufen Hal Pereira und William Flannery. Emile Kuri und Sam Comer kümmerten sich um die Ausstattung. Edith Head entwarf die Kostüme, Wally Westmore war der Maskenbildner. Gordon Jennings zeichnete für die fotografischen Spezialeffekte verantwortlich.
Regisseur McCarey erhielt eine Nominierung für den Oscar in der Kategorie Beste Originalstory. Der stark klerikale Unterton dieser Inszenierung brachte McCarey überdies von der stockkonservativen Catholic Media Association 1952 den Literaturpreis für die „Erläuterung christlicher, katholischer Prinzipien“.

## Kritiken
Der kommerzielle Misserfolg des Films stand im Einklang mit den herben Verrissen dieser propagandistischen Fingerübung.
Bosley Crowther schrieb in der New York Times, dass der Film ein ideales Abbild seiner Entstehungszeit darbiete, da er „mit dem gegenwärtigen öffentlichen Hochkochen wütender Ressentiments und Angst korrespondiert“ und dass es sich um einen Film handele, „der dem Zweck der amerikanischen antikommunistischen Säuberung so stark gewidmet ist, dass er mit der Art von Pathos und Unlogik überkocht, die für das Denken in diesen Tagen charakteristisch ist“. Während er alle Schauspieler lobte, bedauerte er die „abfällige anti-intellektuelle Haltung“ des Films.

„McCarey, ein glühender Patriot und gefürchteter ‘Kommunistenfresser’, unternahm gelegentlich auch Ausflüge in pure Angst-Propaganda. „My Son John“ und „China Story“ verrutschten ihm jedoch zu Klischee an Klischee reihende, platteste Schwarz-Weiß-Malereien; Geschichten, in denen er ‘amerikanische Werte’ verteidigende, ‘aufrechte’ Amerikaner, ‘gottlosen’ Kommunisten gegenüberstellte.“

Der Movie & Video Guide verortete hier ein „… reaktionäres Zeitstück. Dramatisch überdreht aber faszinierend als Sozialhistorie“.
Halliwell‘s Film Guide urteilte „Die tieferen Tiefen von Hollywoods Hexenjagd-Umfeld werden gekennzeichnet durch diese Goldwyneske Familiensage … in der der Kommunistensohn so behandelt wird, als hätte er Tollwut. Als reine Unterhaltung betrachtet ist die Handlung ziemlich wechselhaft und besiegt alle Versuche von Schauspielerei.“
Der Filmkritiker Jonathan Rosenbaum sah den Film als „schwächelnd, in der zweiten Hälfte gar gestört“, wenn die Schwierigkeiten von Robert Walkers Tod während der Dreharbeiten und Leo McCareys verrückter Kommunistenangst dem Film eine „gruselige Gestalt von paranoider Hysterie und Delirium“ verleihen würden. Der Film sei aber zugleich einer der „bewegendsten und gefühlt komplexesten Filme, die McCarey je machte“ – zudem sei er „hervorragend geschauspielert, besonders von Walker, Helen Hayes und Dean Jagger“. Der Film sei für ihn eine „geistesgestörte Kalter-Krieg-Fantasie“ und zugleich ein „Meisterwerk mit Schwächen über eine dysfunktionale Familie“.
Im Jahr 2018 veröffentlichte der Filmwissenschaftler James Morrison das Buch Auteur Theory and My Son John. In diesem beschrieb er, dass viele Kritiker den Film als klaren Fehlschlag sahen, während Anhänger der Auteur-Theorie ihn jedoch oft als Meisterwerk betrachteten. Morrison versucht, aus der Sicht der Auteur-Theorie den Film zu untersuchen und neue Interpretationen zu erschließen.